# Mir u Tilzitu
Tilzitski mir predstavlja dva sporazuma koje je potpisao Napoleon I. u gradu Tilzitu u srpnju 1807. poslije pobjede kod Fridlanda. Prvi sporazum su potpisali Napoleon i ruski car Aleksandar I. 7. srpnja 1807. kada su se susreli na splavu nasred rijeke Njemen.  Drugi sporazum je Napoleon I. potpisao s Kraljevinom Pruskom 9. srpnja. Sporazumi su bili nauštrb pruskog kralja Fridrika Vilima III., koji je prihvatio primirje 25. lipnja nakon prošlogodišnjeg ulaska Napoleonove vojske (Grande Armée) u Berlin i njegovog zbjega u najistočnije krajeve svojeg kraljevstva. U Tilsitu je pruski kralj predao skoro polovicu predratnog teritorija svog kraljevstva.
Iz tog teritorija je Napoleon I. stvorio francuske sestrinske republike, koje su bile formalizirane i priznate u Tilsitu: Kraljevina Vestfalija, Veliko vojvodstvo varšavsko i Slobodni grad Danzig; ostale predane teritorije su dodijeljene već postojećim francuskim marionetskim državama i Ruskoj Carevini.
Napoleon nije samo učvrstio svoju kontrolu nad središnjom Europom, nego je i pridobio Rusiju te okrnjenu Prusku za nove saveznice protiv njegova preostala dva neprijatelja: Britansko Carstvo i Kraljevinu Švedsku, započevši Anglo-ruski pomorski rat te Finski rat. Mir u Tilsitu je također omogućio da se francuske snage preusmjere za daljnje sukobe u Španjolskom ratu za neovisnost. Središnja Europa je postala ponovno bojnim poljem 1809. godine kada su Austrijsko Carstvo i Velika Britanija započele Rat Pete koalicije. Porazom napoleonskih snaga 1815. godine Bečkim kongresom su vraćeni mnogi pruski teritoriji.